# Progetto GIPF
Il Progetto GIPF è una serie di sei giochi creata del designer Kris Burm.

## Piano dell'opera
La serie prende il nome dal primo gioco, GIPF, e l'idea che sta dietro al progetto è che la ricompensa per la vittoria in ciascuno degli altri giochi serve al vincitore per introdurre nuovi pezzi con poteri speciali chiamati, potenziali, in un gioco concorrente del GIPF.
Tuttavia, ciascuno dei giochi può anche essere giocato individualmente in modo normale, dato che essi hanno guadagnato la fama proprio in questa forma. I potenziali sono disponibili in tre set separati, il primo contenente i potenziali TAMSK, il secondo i potenziali ZÈRTZ e DVONN (insieme a pezzi che servono a espandere i giochi ZÈRTZ autonomi), ed il terzo set finale contenente i potenziali YINSH e PÜNCT più pezzi extra GIPF. La pubblicazione del terzo set di espansione alla mostra dei giochi di Essen del 2006 ha completato il progetto, segnando la collaborazione di Burm con la società produttrice di giochi belga SMART, che adesso pubblica tutti i giochi del progetto GIPF. Nel 2007, Burm ha pubblicato il nuovo gioco TZAAR per sostituire TAMSK come secondo gioco del progetto GIPF .
L'idea di introdurre giochi aggiuntivi che possono essere usati per condizionare l'esito del gioco principale è nata dall'infanzia di Burm, allorché lui e il fratello facevano "correre" le automobiline lungo un tappeto. Per ogni turno, essi giocavano un altro gioco, ed il vincitore di quel gioco doveva tirare sei dadi per determinare il movimento della macchinina, mentre lo sconfitto poteva tirarli solo cinque volte.

## Caratteristiche
Tutti i titoli del progetto sono giochi astratti e tutti tranne DVONN vengono disputati su un campo di gioco esagonale, una caratteristica di tutti i giochi è quella di ridurre l'area di gioco man mano che ci si avvia verso la conclusione, inoltre in alcuni il giocatore in vantaggio di punteggio è costretto a giocare con uno svantaggio di gioco.

## Premi e riconoscimenti
Fino al 2005, il gioco più popolare della serie, secondo la Lista internet dei 100 migliori giochi, è DVONN, benché YINSH ottenga il punteggio medio più alto dai giocatori, sia nella lista dei 100 migliori giochi che nel sito web BoardGameGeek. ZÈRTZ, DVONN, e YINSH hanno tutti vinto il premio Mensa Select.

## Lista dei giochi
La maggior parte dei giochi della serie può essere giocata liberamente online o contro avversari liberamente disponibili al computer. 
- GIPF è un gioco di spinta.
- TAMSK è un gioco a tempo. (Sostituito da TZAAR)
- ZÈRTZ è un gioco di sacrificio.
- DVONN è un gioco di torri.
- YINSH è un gioco di lanci.
- PÜNCT è un gioco di connessione.
- TZAAR è un gioco di cattura e impilamento. (Ha sostituito TAMSK)
- LYNGK è un gioco di fusione.

### Galleria d'immagini

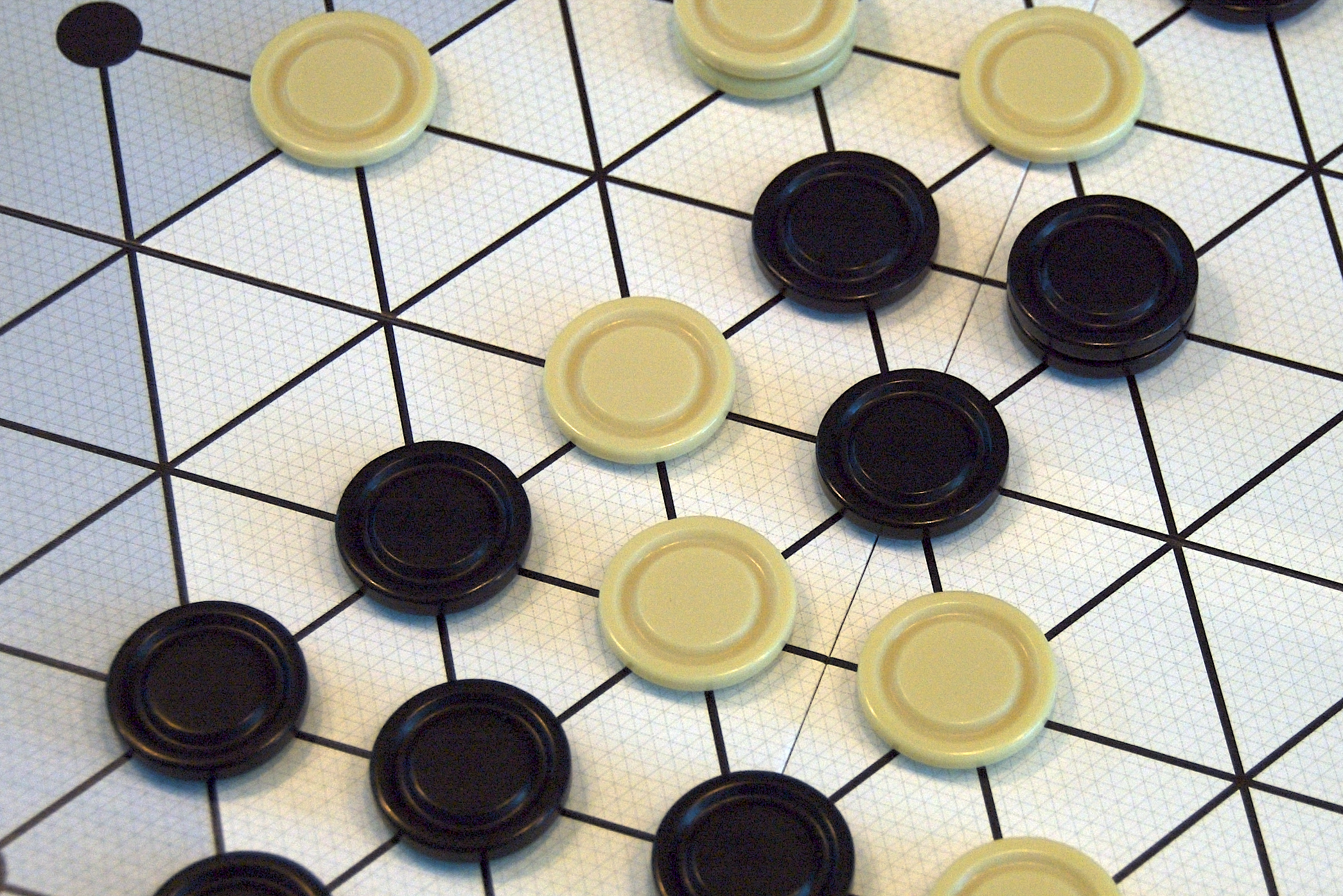
GIPF
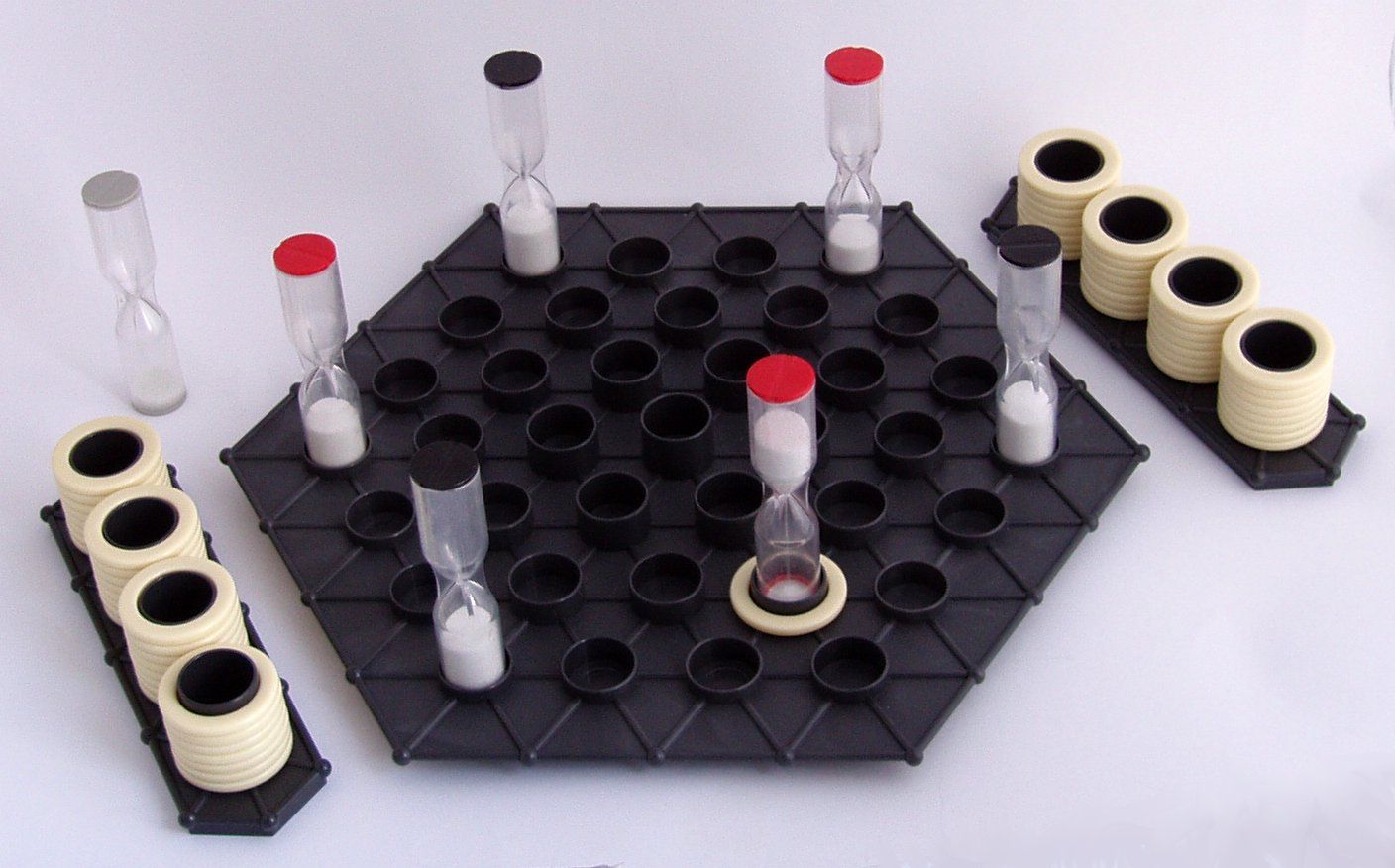
TAMSK
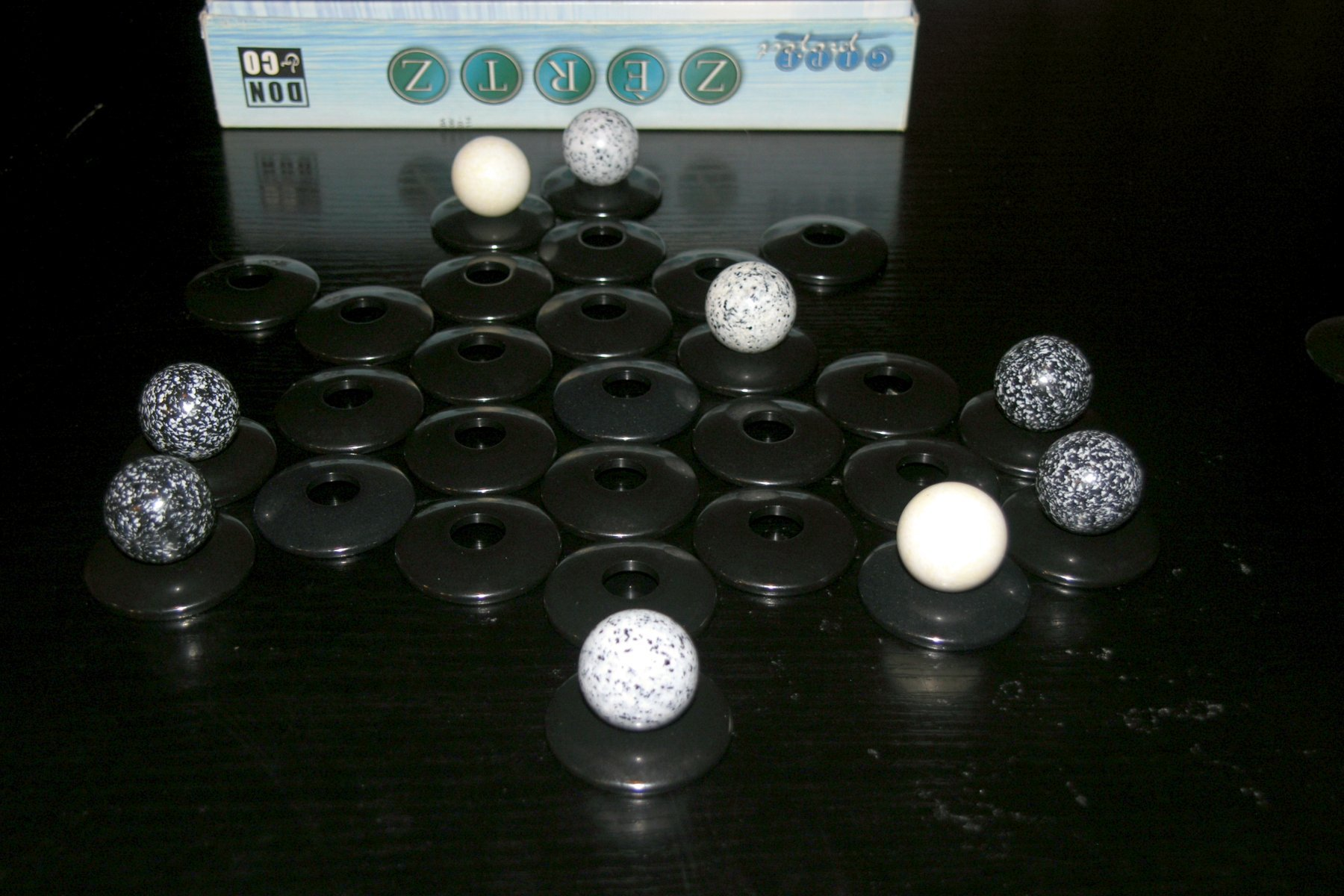
ZÈRTZ
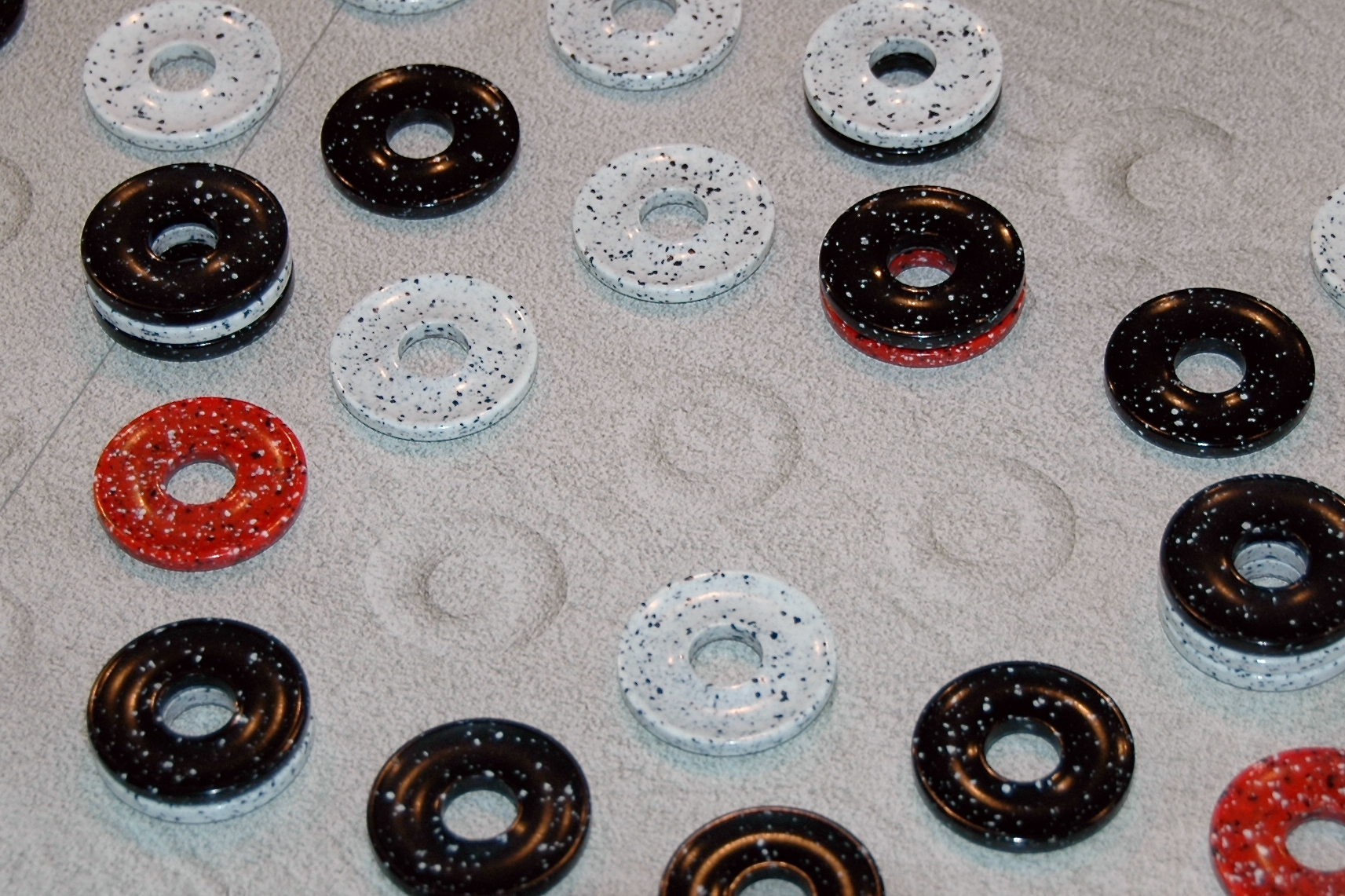
DVONN
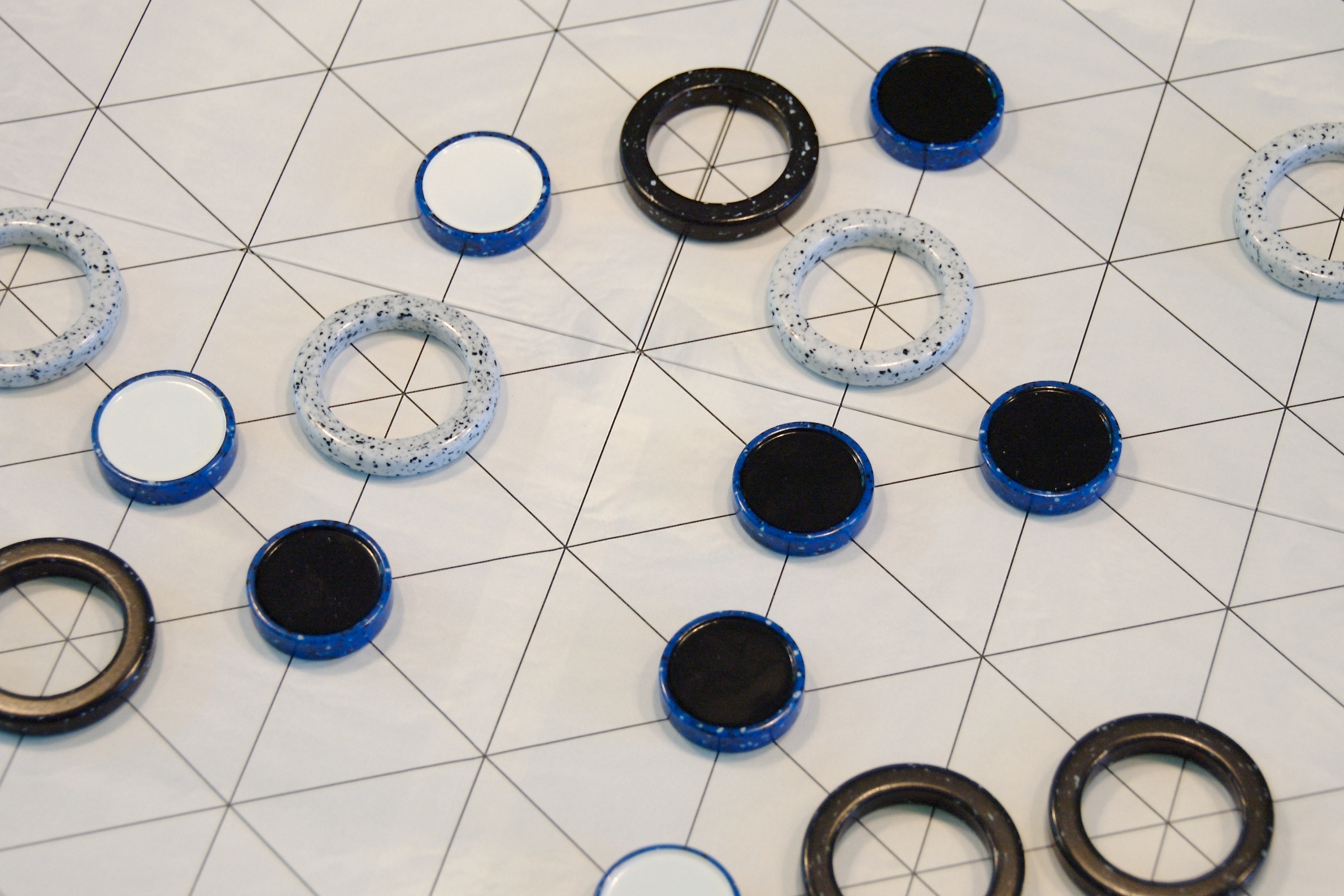
YINSH
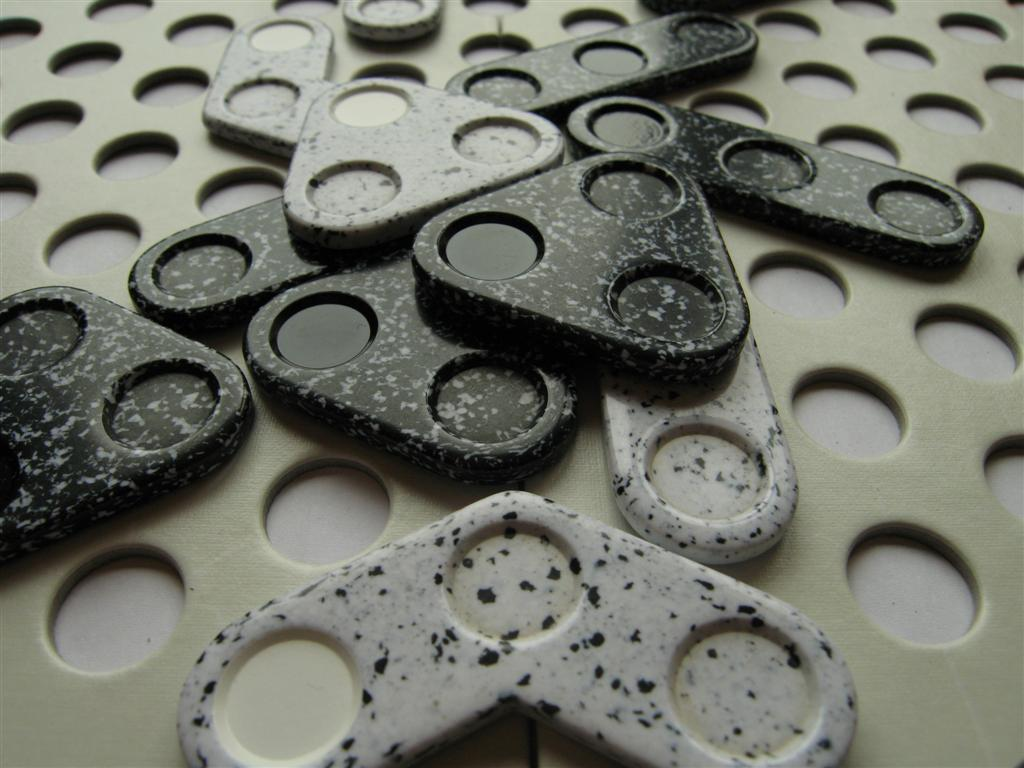
PÜNCT
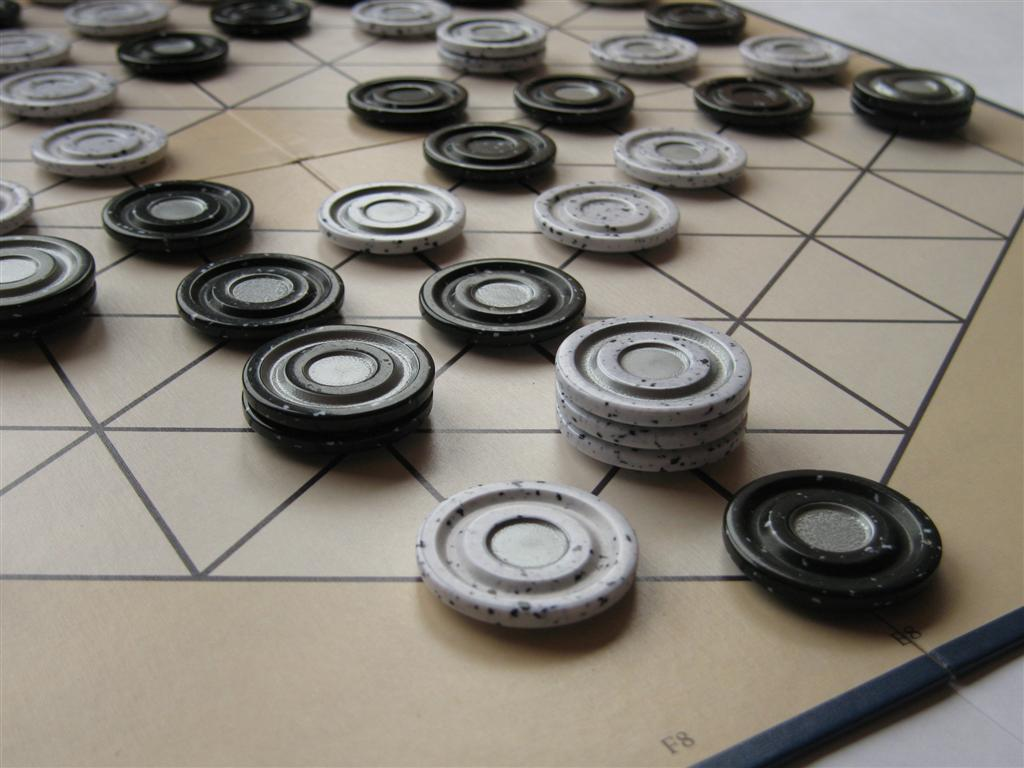
TZAAR
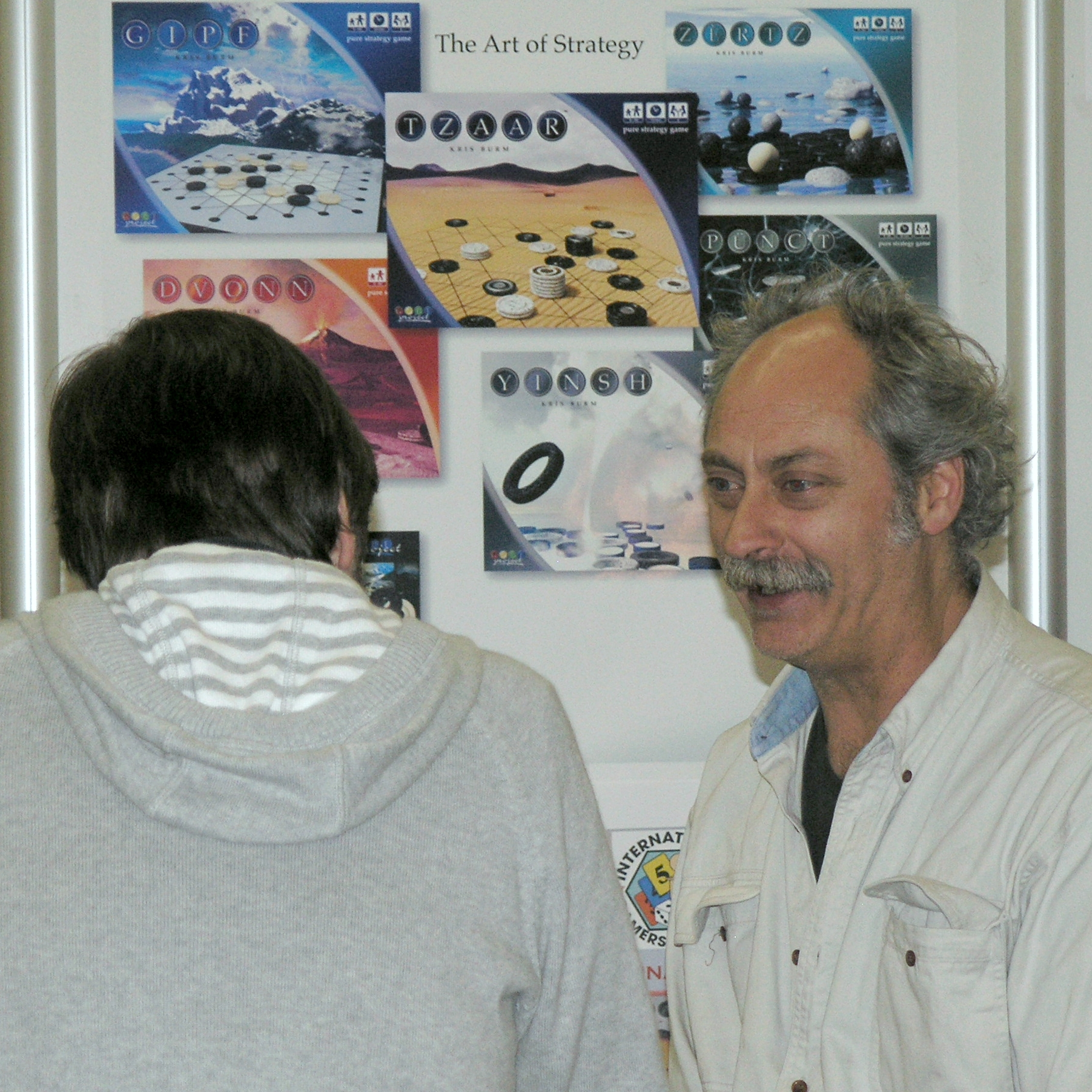
Kris Burm